# Kyaw Min Oo
Kyaw Min Oo (ကျော်မင်းဦး; Oktwin, 24 marzo 1996) è un calciatore birmano, difensore del PDRM.

## Carriera

### Club
Gioca dal 2014 al 2015 allo Ayeyawady United. Nel 2016 si trasferisce allo Yangon United, con la cui maglia nel 2018 gioca tra l'altro anche 2 partite in Coppa dell'AFC.

### Nazionale
Ha giocato 5 partite nel campionato asiatico Under-19 del 2014, al termine del quale la Birmania ha ottenuto la qualificazione ai Mondiali Under-20 del 2015, per i quali è stato successivamente convocato.
Il 21 maggio 2014 ha esordito in nazionale maggiore nella partita di AFC Challenge Cup persa per 2-0 contro la Palestina.
Il 30 maggio 2015 ha esordito nei Mondiali Under-20 disputando da titolare la partita persa per 2-1 dalla sua nazionale contro i pari età degli Stati Uniti; ha disputato anche le altre due partite a cui la Birmania ha preso parte, ovvero le due sconfitte per 6-0 contro l'Ucraina e per 5-1 contro la Nuova Zelanda.
Sempre nel 2015 continua inoltre a giocare in nazionale maggiore, rappresentativa con la quale nell'arco del biennio 2014-2015 ha totalizzato complessivamente 8 presenze, senza mai segnare.

## Palmarès

### Club

#### Competizioni nazionali
- Campionato birmano di calcio: 1

Yangon United: 2018